# Peter S. Kalikow
Peter S. Kalikow (nacido el 1 de diciembre de 1942) es el presidente del H.J. Kalikow & Company, LLC, una de las principales firmas inmobiliarias de la Ciudad de Nueva York. Él es el expresidente de la Autoridad Metropolitana del Tránsito de Nueva York (MTA), ex comisionado de la Autoridad Portuaria de Nueva York y Nueva Jersey, y expropietario y publicista del New York Post.
En mayo de 2000, el Sr. Kalikow fue nombrado Presidente Ejecutivo de Grand Central Partnership Board of Directors. El Grand Central Partnership es una de las grandes firmas y exitosas del Business Improvement Districts (BIDs) de la Ciudad de Nueva York. Mr. Su sede se encuentra en 101 Park Avenue, una de las primeras torres de oficinas construidas en 1982.
Nacido en la ciudad de Nueva York, el Sr. Kalikow Recibió su bachillerato de Licenciatura en Administración de Empresas en la Universidad Hofstra en 1965.
Kalikow es también conocido como un ávido coleccionista de automóviles, sobre todo los vintage Ferrari s. Asimismo, encargó un Pininfarina con el diseño exclusivo del Ferrari 612 Kappa.